# Everlast
Erik Schrody (Nova Iorque, 18 de Agosto de 1969), mais conhecido como Everlast, é um rapper estadounidense líder da banda House of Pain e vencedor de um prémio grammy com Carlos Santana por "Put Your Lights On", em 2000.

## Discografia
- Forever Everlasting (1990), Warner Bros. Records
- Whitey Ford Sings the Blues (1998), Tommy Boy Records
- Today (EP, 1999), Tommy Boy Records
- Eat at Whitey's (2000), Tommy Boy Records
- White Trash Beautiful (2004), Island/Def Jam
- Love, War and the Ghost of Whitey Ford (2008), PIAS/Martyr Inc Records
- Songs of the Ungrateful Living (2011)

### Colaborações
- Ice-T - "What Ya Wanna Do?" (The Iceberg, 1989)
- The Whooliganz - "Hit The Deck" (Put Your Handz Up (Single), 1993)
- Madonna - "Waiting (Remix)" (Rain (Maxi-Single), 1993)
- Santana - "Put Your Lights On" (Supernatural, 1999)
- Run DMC - "Take The Money And Run" (Crown Royal, 2001)
- Kurupt - "Kuruption" (Space Boogie: Smoke Oddessey, 2001)
- Limp Bizkit - "Faith/Fame Remix" (New Old Songs, 2001)
- X-Ecutioners - "B-Boy Punk Rock 2001" (Built From Scratch, 2002)
- Muggs - "Gone For Good" (Dust, 2003)
- The Lordz - "The Brooklyn Way" (The Brooklyn Way, 2006)
- Swollen Members - "Put Me On" (Black Magic, 2006)
- Danny Diablo's and Tim Armstrong - "Sex and Violence" (International Hardcore Superstar, 2011)
- Busta Rhymes - "Calm Down 3.0" (The Clash EP, 2014)